# Relations entre le Chili et la France
 (août 2016).
Le contenu est difficilement compréhensible vu les erreurs de traduction, qui sont peut-être dues à l'utilisation d'un logiciel de traduction automatique.
Les relations étrangères entre la République du Chili et la République française. 
La France possède une ambassade à Santiago et 7 consulats honoraires à Antofagasta, Concepción, La Serena, Osorno, Punta Arenas, Temuco et Valparaíso. Le Chili a une ambassade à Paris à côté de l'Hôtel des Invalides et a également une représentation diplomatique à Monaco.

## Histoire

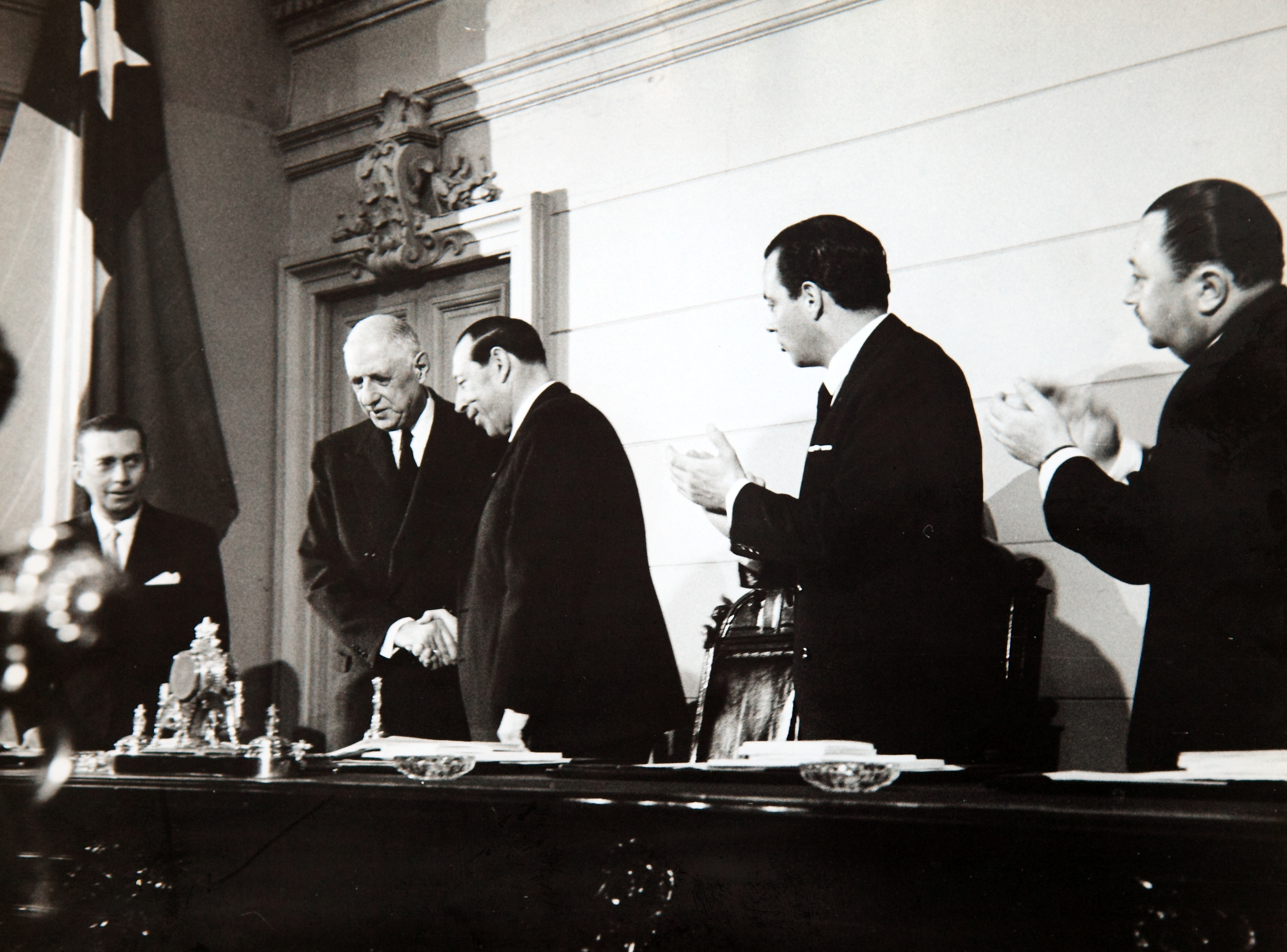
Visite officielle de Charles de Gaulle au Congrès National du Chili (septembre 1964)

La Révolution française a été une des inspirations des Libertadores de l'Amérique hispanique qui, dans le cas de l'indépendance du Chili, a conduit à la Première Junte Nationale de Gouvernement en 1810 et à tous les événements postérieurs dirigés par les patriotes chiliens qui ont réussi l'émancipation définitive vis-à-vis de l'Espagne.
Les relations entre les deux nations, déjà établies comme des républiques souveraines, se sont vus resserrées par une importante immigration française au Chili à partir du XIXe siècle. Les estimations actuelles montrent que 2% des Chiliens ont des origines françaises. Diverses institutions socioculturelles, artistiques et éducatives françaises se sont établies au Chili, de même que des associations chiliennes existent en France.
Parmi les apports réalisés par les Français au Chili durant cette époque, il faut souligner les œuvres dessinées par Alexandre Gustave Eiffel dont l'Eglise de San Marcos à Arica, et la contribution du naturaliste et historien Claude Gay. De plus, le Chili a eu trois dirigeants d'origine française : les militaires Bartolomé Blanche (président provisoire en 1932), Augusto Pinochet (d'origine bretonne), et Michelle Bachelet, la première femme présidente dans l'histoire du Chili.
Les immigrants chiliens en France sont, actuellement, la troisième communauté la plus nombreuse de la diaspora chilienne en Europe et la neuvième au niveau mondial.
Entre le 29 septembre et le 2 octobre 1964, le président français Charles de Gaulle a réalisé une visite officielle au Chili qu'il l'a mené à Arica, Valparaíso et Santiago.
Après le putsch au Chili de 1973 dominé par Augusto Pinochet, la France a gelé ses relations diplomatiques avec le Chili jusqu'au retour à la démocratie en 1990, en suivant sa politique internationale en faveur de la démocratie et des droits humains. De plus, le gouvernement français a accordé l'asile politique à des exilés chiliens du Régime Militaire.

## Relations économiques

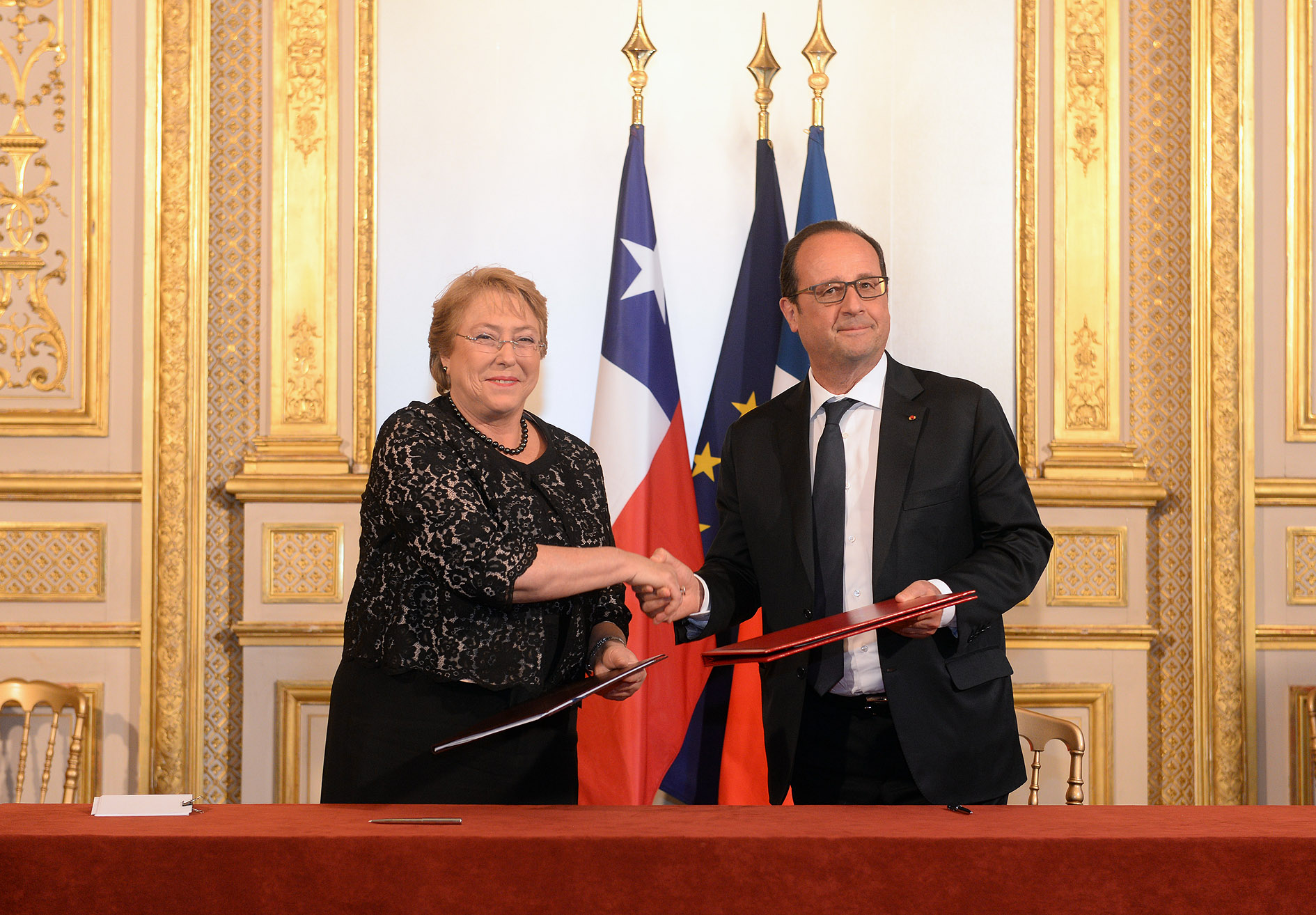
La présidente chilienne, Michelle Bachelet Jeria, avec son homologue français, François Hollande, à la signature des conventions bilatérales (Paris, juin 2015)

Il existe de multiples accords et conventions bilatérales de coopération économique, scientifique et culturelle, entre autres. Les deux pays sont des membres de l'Organisation de coopération et de développement économiques (OCDE). Les relations commerciales entre eux se régissent par l'Accord d'Association Économique (AAE) que le Chili a souscrit avec l'Union européenne et qui est entré en vigueur le 1er février 2003.
En des termes macroéconomiques, le Chili exporte vers la France des produits et sous-produits dérivés du cuivre et du bois, du vin chilien, des fruits (pommes et framboises) et des produits de la mer (saumons, moules et algues); des exportations de la France vers le Chili ressortent : les automobiles de tourisme et autres véhicules terrestres, des pièces de rechange pour véhicules et machines, des parfums et des médicaments à usage humain.